# Đại học Strasbourg
Đại học Strasbourg là một trường đại học ở Strasbourg, Alsace, Pháp, là trường đại học lớn nhất ở Pháp, với khoảng 43.000 sinh viên và hơn 4.000 nhà nghiên cứu. Trường đại học này có lịch sử từ Đại học tiếng Đức thời kỳ đầu Universität Straßburg được thành lập vào năm 1631, và được chia vào những năm 1970 thành ba tổ chức riêng biệt: Đại học Louis Pasteur, trường đại học Marc Bloch, và trường Đại học Robert Schuman. Ngày 01 tháng 1 năm 2009, sự hợp nhất của ba trường đại học tái tạo một trường đại học Strasbourg, mà ngày nay là một trong những trường tốt nhất trong Liên đoàn các trường đại học nghiên cứu châu Âu thống nhất.

## Lịch sử
Trường đại học xuất thân từ một trường trung học nhân văn Lutheran Đức, được thành lập năm 1538 bởi Johannes Sturm trong thành phố Strassburg. Nó đã được chuyển thành một trường đại học năm 1621 và nâng lên hàng ngũ của một trường đại học hoàng gia vào năm 1631.
Trường đại học Đức vẫn tiếp tục tồn tại ngay cả sau khi thành phố bị thôn tín bởi vua Louis XIV năm 1681, nhưng chủ yếu là trở thành một trường đại học của Pháp trong cuộc cách mạng Pháp.
Trường đại học được thành lập lại thành Kaiser-Wilhelm-Universität Đức vào năm 1872, sau chiến tranh Pháp-Phổ và sự trở lại của Alsace-Lorraine Đức gây ra một cuộc di cư về phía tây của giáo viên nói tiếng Pháp. Năm 1918 Alsace-Lorraine đã được trả lại cho Pháp, do đó, một cuộc di cư ngược lại giáo viên nói tiếng Đức đã diễn ra.
Trong chiến tranh thế giới thứ II, khi nước Pháp bị chiếm đóng, nhân sự và thiết bị của Đại học Strasbourg được chuyển đến Clermont-Ferrand. Trong vị trí của nó, ngắn ngủi Đức Reichsuniversität Straßburg được lập ra. 
Năm 1970, trường đại học được chia thành ba tổ chức riêng biệt: Đại học Louis Pasteur, trường đại học Marc Bloch, và trường Đại học Robert Schuman. Ngày 01 tháng 1 năm 2009, sự hợp nhất của ba trường đại học tái tạo một trường đại học Strasbourg, một quá trình sẽ kết thúc vào năm 2012, và có thể là một trong hai mươi trường đại học đầu tiên của Pháp để đạt được quyền tự chủ lớn hơn.

## Các cán bộ và cựu sinh viên nổi tiếng
- Johannes Sturm (1507–1589)
- Johann Conrad Dannhauer (1603–1666)
- Philipp Jacob Spener (1635–1705)
- Antoine Deparcieux (1703-1768)
- Johann Hermann (1738–1800)
- Mikhail Illarionovich Kutuzov (1745–1813)
- Johann Peter Frank (1745-1821)
- Dominique Villars (1745–1841)
- Johann Wolfgang von Goethe (1749–1832)
- Louis Ramond de Carbonnières (1755-1827)
- Maximilian von Montgelas (1759–1838)
- Klemens Wenzel von Metternich (1773-1859)
- Jean Lobstein (1777–1835)
- Georg Büchner (1813–1837)
- Charles Frédéric Gerhardt (1816–1856)
- Emil Kopp (1817–1875)
- Charles-Adolphe Wurtz (1817–1884)
- Louis Pasteur (1822–1895)
- Adolph Kussmaul (1822–1902)
- Ambroise-Auguste Liébeault (1823-1904)
- Georg Albert Lücke (1829–1894)
- Anton de Bary (1831–1888)
- Friedrich Daniel von Recklinghausen (1833–1910)
- Adolf von Baeyer (1835–1917), Nobel Prize 1905
- Oswald Schmiedeberg (1838–1921)
- Gustav von Schmoller (1838–1917)
- Bernhard Naunyn (1839–1925)
- Heinrich Martin Weber (1842–1913)
- Paul Heinrich von Groth (1843–1927)
- Lujo Brentano (1844–1931)
- Wilhelm Röntgen (1845−1923), Nobel Prize 1901
- Harry Bresslau (1848–1926)
- Ernst Remak (1849–1911)
- Josef von Mering (1849–1908)
- Georg Dehio (1850–1932)
- Karl Ferdinand Braun (1850–1918), Nobel Prize 1909
- Hans Chiari (1851–1916)
- Hermann Emil Fischer (1851–1919), Nobel Prize 1902
- Albrecht Kossel (1853–1927), Nobel Prize 1910
- Ludwig Döderlein (1855–1936)
- Otto Lehmann (1855–1922)
- Theobald von Bethmann Hollweg (1856–1921)
- Georg Simmel (1858–1918)
- Oskar Minkowski (1858–1931)
- Othmar Zeidler (1859–1911)
- Geerhardus Vos (1862-1949)
- Andreas von Tuhr(1864 - 1925)
- Georg Thilenius (1868–1937)
- Gustav Landauer (1870–1919)
- Franz Weidenreich (1873–1948)
- Karl Schwarzschild (1873–1916)
- Erwin Baur (1875–1933)
- Albert Schweitzer (1875–1965), Nobel Prize 1952
- Ernest Esclangon (1876–1954)
- Paul Rohmer (1876–1977)
- Maurice René Fréchet (1878–1973)
- Max von Laue (1879−1960), Nobel Prize 1914
- René Leriche (1879–1955)
- Hans Kniep (1881–1930)
- Pierre Montet (1885–1966)
- Marc Bloch (1886–1944)
- Robert Schuman (1886–1963)
- Ernst Robert Curtius (1886−1956)
- Friedrich Wilhelm Levi (1888–1966)
- Carl Schmitt (1888-1985)
- Beno Gutenberg (1889–1960)
- André Danjon (1890–1967)
- Henri Lefebvre (1901–1991)
- Michel Mouskhely (1903-1964)
- Jean Cavaillès (1903–1944)
- Henri Cartan (1904−2008)
- Emmanuel Levinas (1906–1995)
- Michael Ellis DeBakey (1908–2008)
- Antoinette Feuerwerker (1912-2003)
- Salomon Gluck (1914-1944)
- Hicri Fişek (1918-2002)
- René Thom (1923–2002), Fields Medal 1958
- Gabriel Vahanian (1927-)
- Yves Michaud (* 1930)
- Pierre Chambon (* 1931)
- Zemaryalai Tarzi (* 1933)
- Alberto Fujimori (* 1938)
- Liliane Ackermann (1938-2007)
- Jean-Marie Lehn (* 1939), Nobel Prize 1987
- Philippe Lacoue-Labarthe (1940–2007)
- Jean-Luc Nancy (* 1940)
- Katia Krafft (1942–1991)
- Maurice Krafft (1946–1991)
- Jacques Marescaux (* 1948)
- Arsène Wenger (* 1949)
- Jean-Claude Juncker (* 1954)
- Thomas Ebbesen (* 1954)
- Jürgen Wöhler (*1950)